# 서지역
서지역(Seoji station, 西枝驛)은 경상북도 안동시 안막동에 위치한 중앙선의 신호장이었다. 특이사항으로 2004년도부터 2006년 11월 1일까지 여객취급을 한 적도 있었다. 
인근 역세권으로 고려의 건국 전설이 있는 가수내 마을이 위치해 있다.

## 역명 유래
서가재, 또는 서가현이라 하였는데 변하여 서가지, 서지라 한데서 비롯되었다.

## 역사
- 1979년 12월 18일 : 역사 준공
- 1980년 1월 10일 : 신호장으로 개업[1]
- 2004년 : 여객 취급 개시
- 2005년 4월 1일 : 무인 신호장으로 변경
- 2006년 11월 1일 : 여객 취급 중지
- 2020년 11월 12일 : 폐역 고시[2]
- 2020년 12월 17일 : 폐역[3]